# Užička oblast
Užička oblast bila je oblast u Kraljevini SHS. Sjedište joj se nalazilo u Užicu. Osnovana je Uredbom o podjeli zemlje na oblasti 26. lipnja 1922. kojim je preustrojena Kraljevina SHS. Ukinuta je Zakonom o nazivu i podjeli Kraljevine na upravna područja 3. listopada 1929.